# Plymouth (Minnesota)
Plymouth Minnesota állam hetedik legnagyobb városa. Minneapolis belvárosától 24 km-re, nyugatra található Hennepin megyében és Minneapolis–Saint Paul agglomerációjának harmadik legnagyobb városa. 2019-es számítások alapján a város lakossága 79,768. A 2010-es népszámláláson ez a szám 70,576 volt. Korábban a város neve Medicine Lake volt, az ott található tó után. Jelenleg Medicine Lake városa 376 lakossal rendelkezik és az azonos nevű tóba nyúló félszigeten található.

## Népesség
A település népességének változása:
| Lakosok száma | 393  | 70 576 | 81 026 |
|               | 1860 | 2010   | 2020   |

## Történelem
A város története 1400-1500-as évekig visszakövethető, az eredeti lakosai sziú indiánok voltak. A táboruk a Medicine Lake északi sarkában volt található. A tó neve a sziú Mdewakanton szóból származik, minek jelentése "A Lélek tava".
Antoine LeCounte felfedező volt az első telepes a területen, 1848-ban érkezett, de nem telepedett le 1852-ben. LeCount építette az első kunyhót, amely napjainkban a East Medicine Lake Boulevard, 29th Avenue North címen található.
Mikor új telepesek érkeztek a területre, elnevezték a települést Plymouthnak. 1958. április 19-én Francis Day otthonában találkoztak városi lakók, hogy választásokat rendezzenek. 1958. május 11-én változtatták meg a város nevét Medicine Lake-re. Ezt a nevet egyszer használták egy gyűlésen, később nem.
1862-ben a dakota háború idején Plymouth telepesei alkottak egy milíciát. Az amerikai polgárháború idején $25-t fizettek lakosaiknak katonának állásért. Ebben az időszakban kezdtek el iskolák, templomok és posta épülni a településen. 1863-ra hotelek készültek a területen.
A polgárháború után a település népessége 1,074 volt és évente 667 dollár adóbevételt hozott. A telepesek nagy része mezőgazdasággal foglalkozott. Utakat építettek és a tó turistalátványosságnak számított, ennek köszönhetően egyre több szálló nyitott a partján.
1955 májusától számít a település falunak és 1974 februárja óta városnak.
2008-ban a Money Magazin az első helyre helyezte a "Hol a legjobb élni Amerikában" listáján.

## Földrajz
A város területe 91.50 km2, amelyből 84.64 km2 szárazföld és 6.86 km2 víz.
Az Interstate 494, a US Highway 169 és a Minnesota State Highway 55 utak mind áthaladnak a városon.

### Éghajlat
Plymouthnak nedves kontinentális éghajlata van, nagyon hideg telekkel és meleg, gyakran csapadékos nyarakkal, amely tipikus az Egyesült Államok középnyugati területeire. Nyáron a hőmérséklet 28 °C és 15 °C között mozog, míg télen -5 °C és -16 °C között. A legmagasabb csúcshőmérséklet Plymouthban 39 °C volt, míg a legalacsonyabb -39.4 °C, 1977-ben. A nyári hónapokban esik a legtöbb csapadék a városban.
| Hónap                         | Jan.  | Feb.  | Már.  | Ápr.  | Máj. | Jún. | Júl. | Aug. | Szep. | Okt.  | Nov.  | Dec.  | Év    |
| ----------------------------- | ----- | ----- | ----- | ----- | ---- | ---- | ---- | ---- | ----- | ----- | ----- | ----- | ----- |
| Rekord max. hőmérséklet (°C)  | 13,0  | 15,0  | 28,0  | 33,0  | 35,0 | 39,0 | 37,0 | 36,0 | 36,0  | 31,0  | 23,0  | 16,0  | 39,0  |
| Átlagos max. hőmérséklet (°C) | −5,0  | −2,0  | 5,0   | 14,0  | 22,0 | 26,0 | 28,0 | 27,0 | 22,0  | 15,0  | 5,0   | −3,0  | 12,9  |
| Átlagos min. hőmérséklet (°C) | −16,0 | −12,0 | −3,0  | 1,0   | 8,0  | 13,0 | 16,0 | 14,0 | 9,0   | 3,0   | −4,0  | −12,0 | 1,5   |
| Rekord min. hőmérséklet (°C)  | −39,0 | −35,0 | −33,0 | −21,0 | −8,0 | 1,0  | 6,0  | 2,0  | −6,0  | −13,0 | −28,0 | −36,0 | −39,0 |
| Átl. csapadékmennyiség (mm)   | 23    | 17    | 43    | 61    | 90   | 120  | 106  | 102  | 85    | 64    | 42    | 23    | 774   |
| Forrás: Weather.com           |       |       |       |       |      |      |      |      |       |       |       |       |       |

## Választási eredmények
| Plymouth Eredmények állami választásokon 2000 óta | Plymouth Eredmények állami választásokon 2000 óta                     | Plymouth Eredmények állami választásokon 2000 óta |
| ------------------------------------------------- | --------------------------------------------------------------------- | ------------------------------------------------- |
| Év                                                | Hivatal                                                               | Eredmény                                          |
| 2018                                              | Kormányzó                                                             | Walz 56.47 – 40.92% (D)                           |
| 2018                                              | U.S. Szenátor                                                         | Klobuchar 65.00 – 32.86% (D)                      |
| 2018                                              | U.S. Szenátor                                                         | Smith 56.31 – 40.53% (D)                          |
| 2018                                              | U.S. Képviselő                                                        | Phillips 57.77 – 42.06% (D)                       |
| 2016                                              | Elnök                                                                 | Clinton 53.32 – 37.74% (D)                        |
| 2016                                              | U.S. Képviselő                                                        | Paulsen 53.85 – 45.89% (R)                        |
| 2014                                              | Kormányzó                                                             | Johnson 49.59 – 47.08% (R)                        |
| 2014                                              | U.S. Szenátor                                                         | Franken 49.59 – 48.04% (D)                        |
| 2014                                              | U.S. Képviselő                                                        | Paulsen 61.68 – 38.22% (R)                        |
| 2012                                              | Elnök                                                                 | Obama 50.07 – 48.13% (D)                          |
| 2012                                              | U.S. Szenátor                                                         | Klobuchar 63.33 – 34.05% (D)                      |
| 2012                                              | U.S. Képviselő                                                        | Paulsen 57.92 – 41.97%                            |
| 2012                                              | Amendment 1 (azonos neműek házasságának eltörlése Minnesota államban) | Nem 59.40 – 40.60%                                |
| 2010                                              | Kormányzó                                                             | Emmer 48.25 – 37.19 – 14.05% (R)                  |
| 2010                                              | U.S. Képviselő                                                        | Paulsen 60.00 – 35.90% (R)                        |
| 2008                                              | Elnök                                                                 | Obama 52.10 – 46.44% (D)                          |
| 2008                                              | U.S. Szenátor                                                         | Coleman 48.53 – 37.11 – 13.73% (R)                |
| 2008                                              | U.S. Képviselő                                                        | Paulsen 49.92 – 40.15 – 9.83% (R)                 |
| 2006                                              | Kormányzó                                                             | Pawlenty 54.99 – 38.16 – 6.19% (R)                |
| 2006                                              | U.S. Szenátor                                                         | Klobuchar 55.17 – 41.83% (D)                      |
| 2006                                              | U.S. Képviselő                                                        | Ramstad 68.94 – 30.96% (R)                        |
| 2004                                              | Elnök                                                                 | Bush 51.90 – 47.17% (R)                           |
| 2004                                              | U.S. Képviselő                                                        | Ramstad 67.61 – 32.32% (R)                        |
| 2002                                              | Kormányzó                                                             | Pawlenty 52.71 – 30.84% – 14.59%                  |
| 2002                                              | U.S. Szenátor                                                         | Coleman 59.10 – 38.96% (R)                        |
| 2002                                              | U.S. Képviselő                                                        | Ramstad 76.78 – 23.15% (R)                        |
| 2000                                              | Elnök                                                                 | Bush 51.60 – 44.27% (R)                           |
| 2000                                              | U.S. Szenátor                                                         | Grams 48.59 – 43.48 –6.67% (R)                    |
| 2000                                              | U.S. Képviselő                                                        | Ramstad 72.23 – 25.78% (R)                        |
| (D) = Demokrata Párt (R) = Republikánus Párt      |                                                                       |                                                   |

## Fontos plymouthi emberek
- Marion Barber III – NFL running back
- Rudy Boschwitz – szenátor[7]
- Ariya Daivari – WWE pankrátor
- Jonas H. Howe – rabszolgaságellenes, művész, állami törvényhozó
- Jeff Johnson – Hennepin megye képviselője
- Evan Kaufmann (1984–) – jégkorong játékos
- Amy Klobuchar – szenátor és 2020-as demokrata elnökjelölt
- James Laurinaitis – NFL linebacker
- Mark Parrish – korábbi NHL All Star
- Andrew Tang (1999–) – sakk nagymester
- A.J. Tarpley – Buffalo Bills linebacker az NFL-ben
- Blake Wheeler – NHL játékos
- Dani Cameranesi - Olimpiai aranyérmes jégkorongozó (PWHA)